# Veress Ferenc (fényképész)

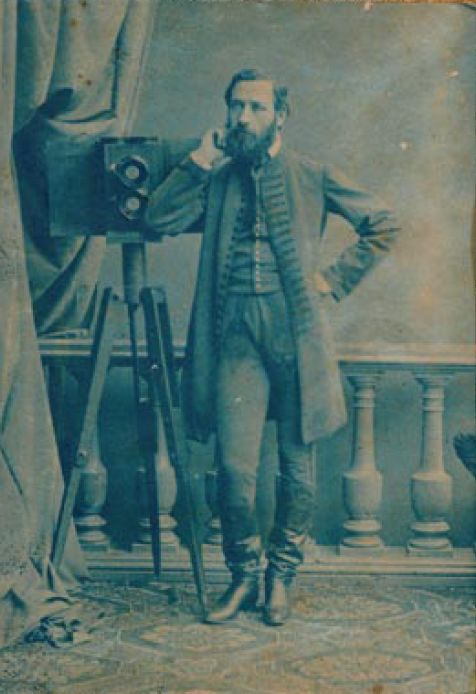
Önarcképe az 1860-as évekből

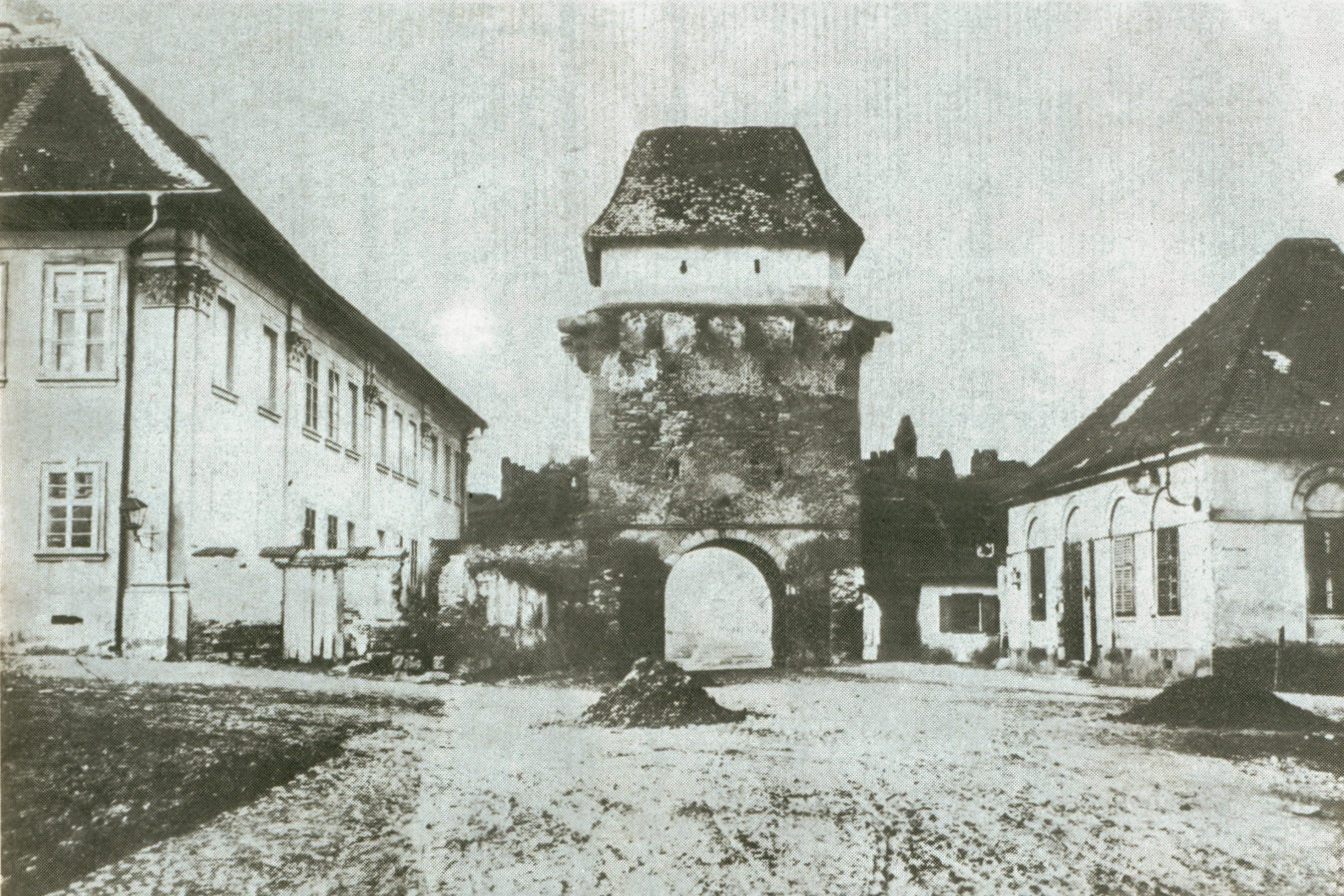
A kolozsvári Magyar utcai városkapu az 1860-as években

Veress Ferenc (Kolozsvár, 1832. szeptember 1. – Kolozsvár, 1916. április 3.) fényképész, feltaláló, a magyar fotótörténelem meghatározó alakja, nevéhez számos fényképészeti eljárás feltalálása fűződik.

## Élete
Veress Ferenc a fényképezéssel főúri rangú ismerősei és rokonsága révén ismerkedett meg. (Apor Károly felesége Veress Ferenc feleségének rokonságához tartozott.) Apor Károly báró királyi kamarás, az Erdélyi Ítélőtábla elnöke  Veress Ferencet fényképészeti kutatásaiban támogatta. (Ő maga is foglalkozott a fényképezéssel: amatőr dagerrotipistaként tartják számon.)
Első albumában erdélyi nevezetes emberek portréi találhatók.
1852-ben nyitotta meg fotóműtermét Kolozsváron, mely híres találkozóhely volt. (Többek közt Jókai Mór, Munkácsy Mihály, Brassai Sámuel, Debreczeni Márton is megfordultak műtermében.)
1858-ban betársult id. Vastagh György festő is, üzletüket „photographiai és festészeti műterem”-nek hívták.
1862-ben vetette fel az Ország Tükre című folyóiratban, hogy a fényképek múzeumban legyenek elhelyezve. A gondolat csak részben realizálódott, 1874-ben került az első dagerrotípia a Magyar Nemzeti Múzeumba.
1865-ben az Erdélyi Múzeum-Egyesület fényképésze lett. 
1880. május 1-jén a régi Műcsarnokban megnyílt az első hazai Műkedvelő Fotográfiai Kiállítás, egyik szervezője volt. (A rendezők a kiállítás anyagát egy fényképmúzeum alapjául szánták.)
1895-ben, a millenniumi kiállítás szervezésekor, hasonlóan az 1862-es Ország Tükre felhívásához, ismét szorgalmazta, hogy az akkori Magyarország 400 fényképésze örökítse meg hazánk tájait, emlékeit, neves személyeit, majd a gyűjtemény kerüljön múzeumi tulajdonba, ennek fejében csak szabadjegyet kért az akkori vasúttól, hogy a fényképészek az országot be tudják járni. (A terv nem valósult meg, a vasút nem adott szabadjegyet, a fényképész társadalom közönyös maradt.)
Ekkor vetette fel egy országos testület felállítását is Fényképész Szövetkezet néven.
1881-ben a kolozsvári egyetem oktatója lett, fényképészetet adott elő.
1882-ben megjelent a Fényképészeti Lapok, a Veress Ferenc kezdeményezésével és költségével útnak induló folyóirat, ebben Apor Károly báró anyagilag és erkölcsig is támogatta. A folyóirat rendszeresen 1888-ig jelent meg.
1883-ban tagja volt a kolozsvári képkiállítás szervezőbizottságának.
1889-ben a párizsi világkiállításon bemutatta találmányát, mellyel nemzetközi elismerést szerzett.
1895-ben tagja volt a Nemzeti Szalon kolozsvári képkiállítását előkészítő bizottságnak.
1896-ban többedmagával rendezte be a kolozsvári Ereklye Múzeumot.
1890-re anyagilag nehéz helyzetbe került, előbb bérbe adta híres fotóműhelyét, 1897-től teljesen meg is szüntette iparát, csak színes kísérleteit folytatta tovább. 
1911-es dátumú az utolsó fennmaradt képe.

## Családja
Gyermekei: 
- Veress Aranka (1861. X. 24. – 1933. VI. 5.)
- Veress Piroska (1864. II. 21. – 1960)
- Veress Zoltán (1868. I. 28. – 1935. XII. 20.) festőművész, restaurátor
- Veress Anna Mária Zelma (1871. VII. 24. – 1930. VIII.)
- Dr. Veress Elemér (1876. I. 4. – 1959. III. 31.)

## Munkássága

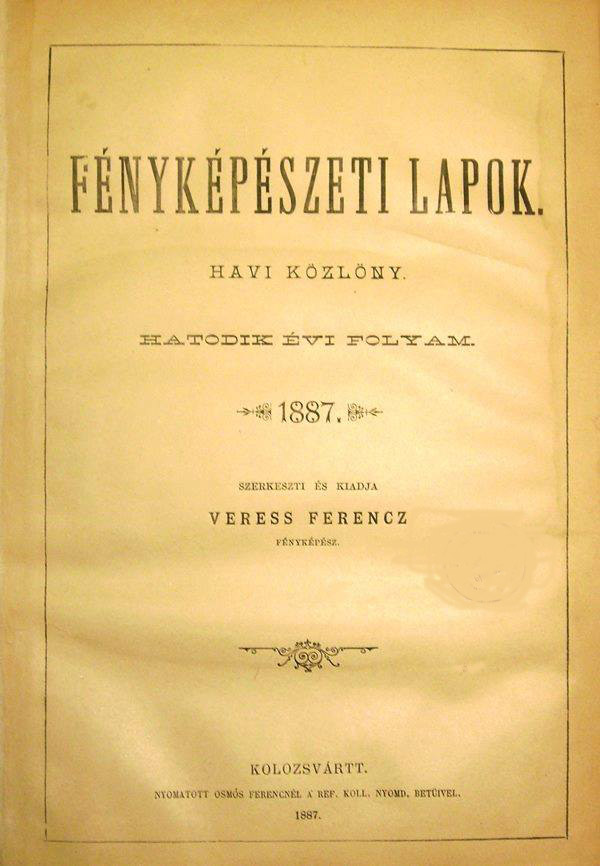
A Fényképészeti Lapok egyik számának címlapja

Az 1800-as évek közepén színes fénykép még nem létezett, a fekete-fehér képeket utólag kézzel-ecsettel színezték fotótechnikai műhelyekben. Verest 1860-ban kezdte el foglalkoztatni a színes kép elkészítésének technikája, 1881-ben kezdte próbálkozásait színes fényképek előállításával. Rájött arra, hogy a színes képek előállítása a fotónyersanyag emulziójától nagymértékben függ.
Először jód-bróm-ezüst eljárással kísérletezett, majd rájött az emulzió titkára is, több mint 500 emulziós anyagot próbált ki, az eljárásához celloidin kötőanyagú fényérzékeny papírt használt.
1884-ben másolókeretben elfogadható levonatokat készített (készen kapható) üvegfestményekről, ezeket „heliokrómiának” nevezte. A végeredmény azonban még nem volt tökéletes, mert a kép kissé zöldes-barnás árnyalatú lett. 1889. április 14-én megoldotta a színek rögzítését is.
Még megérte az autokróm lemezek megjelenését, de mivel azok nem voltak akkor sokszorosíthatóak, tovább folytatta kísérleteit, abban a reményben, hogy az ő eljárása ezt a problémát is megoldja. A végső eredményhez azonban anyagi problémák miatt nem jutott el.
Találmányait nem szabadalmaztatta.
Az ő nevéhez kötődik az első jegyzett hazai fotókerámia elkészítése. Az 1855-ös a párizsi világkiállításon látott először ilyen tárgyakat, az 1867-es párizsi világkiállításon kiállított fotóporcelánok felkeltették érdeklődését is, és kísérletezni kezdett e témában. Első fotóporcelánjai 1876-ban a szegedi Országos Ipar- és Terménykiállításon volt kiállítva, amelyek Herenden készültek. Fotóműhelyében égetőkemencét állított fel a kísérletezéshez.
1879-ben a székesfehérvári kiállításon az addig elkészült több mint 300 fotóporcelánjáért díjat kapott.
Szerkesztette és kiadta a Fényképészeti Lapok című havi folyóiratot 1882. januártól 1888. decemberig.

## Gyűjtemények
A Magyar Nemzeti Múzeum Fényképtára az 1990-es évek végén kezdett hagyatékából felvásárolni, így ma már jelentős gyűjteménnyel rendelkezik, a fotókerámiák már önálló kis kollekciót képviselnek a Fényképtár anyagában. (Kis tál, amelyen az 1879. Évi székesfehérvári országos iparkiállítás szervező bizottsága tagjainak portréit helyezte el arany keretben, 26 cm átmérőjű tál, amelyen Jókainé Laborfalvi Róza egész alakos fényképe látható és Veres Ferenc szignója van rajta 1876-os dátummal, egy sok portréból összeállított képpel díszített kis tál.)
A Fővárosi Szabó Ervin Könyvtárban több tucat arisztokrata hölgy és úr fényképe található, valamint a „Kolozsvár képekben” című album, Kolozsvárról készített képei.
171 felvétele az Erdélyi Nemzeti Múzeum könyvtárába került, jelenleg a kolozsvári Egyetemi Könyvtárban találhatóak.